# Asemesthes pallidus
Asemesthes pallidus är en spindelart som beskrevs av William Frederick Purcell 1908. Asemesthes pallidus ingår i släktet Asemesthes och familjen plattbuksspindlar. Inga underarter finns listade i Catalogue of Life.